# Uniondale (New York)

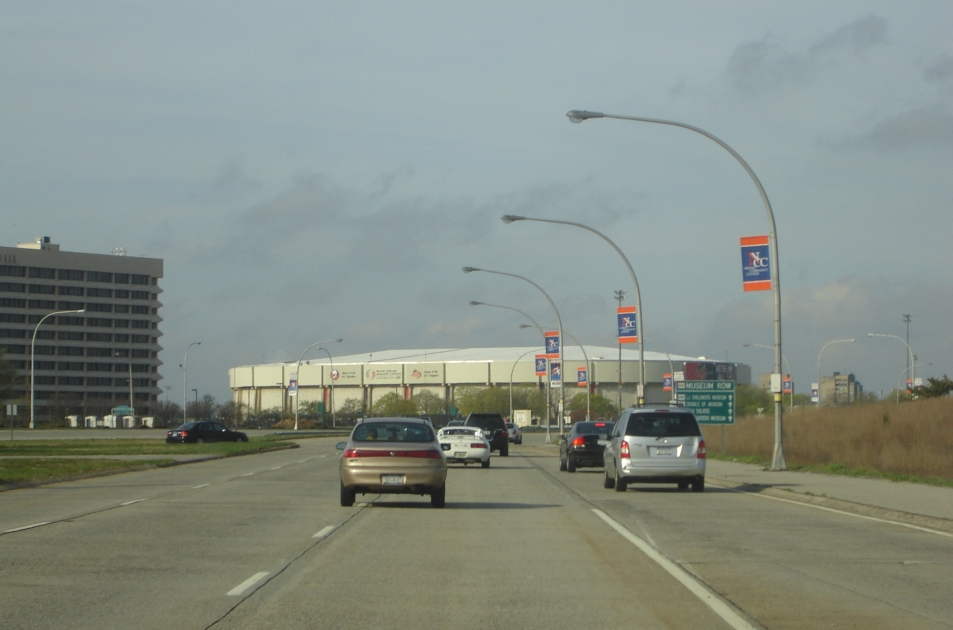
Nassau Veterans Memorial Coliseum in Uniondale

Uniondale is een voorstad van de Amerikaanse stad New York op het eiland Long Island. Uniondale behoort tot de stad Hempstead in het district Nassau County en heeft circa 23.000 inwoners (peildatum 2000).

## Geografie
Volgens het Amerikaans bevolkingsbureau heeft de stad een totale oppervlakte van 2,7 mijl2 (6,9 km2). Het wordt omgeven door diverse gehuchten en steden, zoals: Hempstead, Roosevelt, Freeport, Garden City en East Meadow.

## Sport
In Uniondale is de thuisplaats voor de National Hockey League ijshockeyteams New York Islanders en de New York Dragons in de Arena Football League. Beide spelen in de Nassau Veterans Memorial Coliseum. In het Mitchel Athletic Complex spelen ook de amateurvoetbalclub Long Island Rough Riders en de Long Island Lizards die in de Major League Lacrosse spelen. In hetzelfde atletiekstadion liep het Amerikaanse estafetteteam op 22 juli 1998 een wereldrecord op de 4 x 400 m estafette, dat inmiddels ongeldig is verklaard.
Ook werden in Uniondale 1/3 van de wedstrijden van World Wrestling Entertainment's WrestleMania 2 gehouden.

## Film
Een scène uit de film de The Godfather is gefilmd in Mitchell Field, dat onderdeel is van Uniondale.